# Hennes Weisweiler

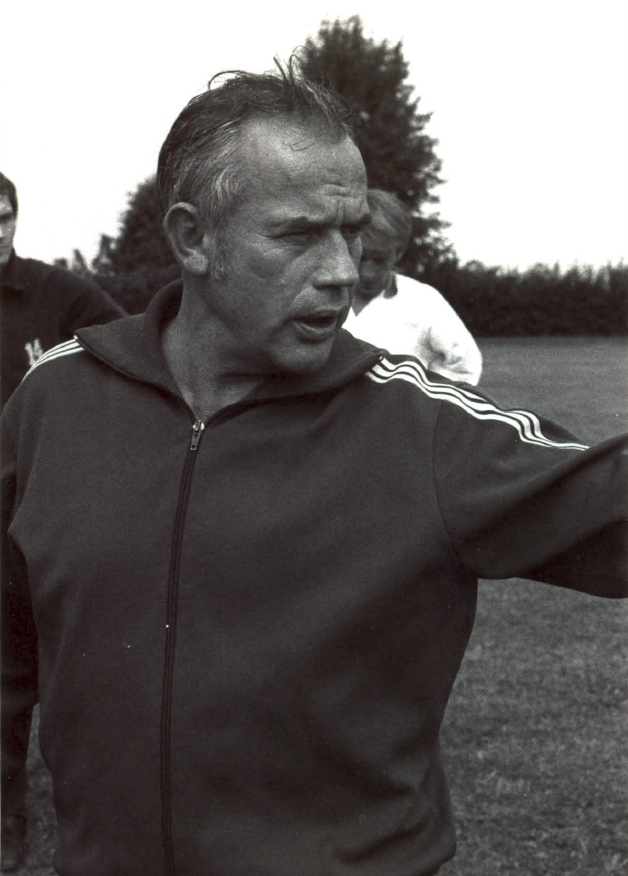
Hennes Weisweiler (1970)

Hennes Weisweiler var en tysk fotbollstränare, född 5 december 1919, död 5 juli 1983.
Legendarisk tränare för bl.a. Borussia Mönchengladbach och 1. FC Köln. Weisweiler var länge lärare vid sporthögskolan i Köln innan han blev tränare för det blivande storlaget Borussia Mönchengladbach. Borussia Mönchengladbach etablerade sig som ett av Västtysklands bästa lag med en offensiv fotboll under Weisweilers ledning. 
Efter en kort period i Barcelona kom Weisweiler till Köln och förde klubben till både liga- och cuptiteln 1978. FC Kölns maskot, en get, är döpt efter Weisweiler och heter således Hennes. 

## Tränaruppdrag
- Grasshoppers Zürich
- 1. FC Köln
  - Tysk mästare 1978
  - Tysk cupmästare 1978
- FC Barcelona
- Borussia Mönchengladbach
  - Tysk mästare 1970, 1971
  - Tysk cupmästare 1973